# Чихори
Чихори (груз. ჩიხორი) — село в Грузии, на территории Тержольского муниципалитета края (мхаре) Имеретия.

## География
Село находится в западной части Грузии, на правом берегу реки Дзусы, на расстоянии 12 километров к северо-востоку от города Тержола, административного центра муниципалитета. Абсолютная высота — 303 метра над уровнем моря.

## Население
По результатам официальной переписи населения 2014 года, в Чихори проживало 398 человек (203 мужчины и 195 женщин). В национальной структуре населения грузины составляли 99,5 %, русские — 0,5 %.
| Год  | Население, человек |
| ---- | ------------------ |
| 2002 | 512                |
| 2014 | ↘ 398              |